# 18 Months
Albums de Calvin Harris
Ready for the Weekend
(2009) Motion
(2014)
Singles
1. Bounce
Sortie : 6 juin 2011
2. Feel So Close
Sortie : 19 août 2011
3. Let's Go
Sortie : 30 mars 2012
4. We'll Be Coming Back
Sortie : 27 juillet 2012
5. Sweet Nothing
Sortie : 22 octobre 2012
6. Drinking from the Bottle
Sortie : 27 janvier 2013
7. I Need Your Love
Sortie : 12 avril 2013
8. Thinking About You
Sortie : 8 juillet 2013

18 Months est le troisième album studio du DJ et producteur écossais Calvin Harris. L'album est sorti en octobre 2012.

## Liste des titres
1. Green Valley
2. Bounce (Radio edit)
3. Feel So Close (Radio Edit)
4. We Found Love
5. We'll Be Coming Back
6. Mansion
7. Iron
8. I Need Your Love
9. Drinking from the Bottle
10. Sweet Nothing
11. School
12. Here 2 China
13. Let's Go (Album Version)
14. Awooga
15. Thinking About You

### Certifications
| Pays             | Organisme | Certification | Vente   |
| ---------------- | --------- | ------------- | ------- |
| Australie        | ARIA      | Or            | 35 000  |
| Irlande          | IRMA      | Or            | 15 000  |
| Nouvelle-Zélande | RIANZ     | Or            | 7 500   |
| Royaume-Uni      | BPI       | Platine       | 600 000 |
| Suède            | GLF       | Platine       | 40 000  |